# Douglas Hurley
Douglas Gerald Hurley (Endicott, 21 de outubro de 1966) é um ex-astronauta, engenheiro civil, piloto e ex-oficial militar norte-americano. Do corpo de Fuzileiros Navais dos Estados Unidos
Formou-se como oficial do Corpo de Fuzileiros Navais dos Estados Unidos em 1988, com a patente de segundo-tenente, e passou a treinar na força em Quantico, entrando para o curso de treinamento de pilotos em 1989, em Pensacola, onde se qualificou como aviador naval, em agosto de 1991.
Após quatro anos e meio como piloto de F/A-18 Hornet, ele foi selecionado para cursar a prestigiosa Escola de Piloto de Teste Naval dos Estados Unidos, no estado de Maryland, onde se formou em dezembro de 1997. Como piloto, foi o primeiro fuzileiro a voar num Boeing F/A-18E/F Super Hornet, os mais modernos caças de combate da Marinha dos Estados Unidos.
Em julho de 2000, Douglas foi selecionado pela NASA para o curso de treinamento de astronautas da agência espacial. Após os dois anos regulamentares de treinamento, passou a exercer funções técnicas em terra, no Departamento de Astronautas, onde foi o astronauta de suporte em terra das missões STS-107 e STS-121 do ônibus espacial.
Em anos, recentes, ele também exerceu o cargo de diretor de operações da NASA no Centro de Treinamento de Cosmonautas Yuri Gagarin, na Cidade das Estrelas, Moscou, Rússia.
Hurley foi ao espaço pela primeira vez em 15 de julho de 2009, como piloto da nave Endeavour, missão STS-127, que durante dezesseis dias em órbita instalou a última seção do módulo de experiências japonês Kibo na estrutura da Estação Espacial Internacional (ISS).
Em 8 de julho de 2011, em sua segunda viagem espacial, Hurley fez história ao ir ao espaço como piloto da missão STS-135 Atlantis, último voo do programa do ônibus espacial norte-americano, iniciado em 1981 e encerrado trinta anos depois.
Em 2018, Hurley foi selecionado para a tripulação da Crew Dragon, juntamente com o astronauta Robert Behnken, para primeira missão tripulada lançada de solo norte-americano desde o fim do programa dos ônibus espaciais, em 2011. A Crew Dragon Demo-2 foi lançada em 30 de maio de 2020 às 20:22 (Horário Local Cabo Canaveral).
Se aposentou da NASA no dia 16 de julho de 2021.